# 14338 Сібакокан
14338 Сібакокан (14338 Shibakoukan) — астероїд головного поясу, відкритий 14 листопада 1982 року.
Тіссеранів параметр щодо Юпітера — 3,228.
Названо на честь Сіби Кокан (яп. しば・こうかん(司馬江漢) сіба ко:кан).